# Det slår mig ibland
Det slår mig ibland är en dikt av Stig Carlson. Den ingår i diktsamlingen Sista dikter som publicerades år 1971. Det är en kort dikt fördelat på två stycken. Det är 2-8 ord långa rader med delar av meningar på varje, med sammanlagt 62 ord. Av diktens innehåll framgår Carlsons tvivel och förtvivlan över kärlekens egoism. 

## Handling
Stig Carlson framställer kärleken som något sorgligt. Han är bitter i sitt språk när han ställer "Eros" gentemot "Egos" i dikten. Bortsett från detta är handlingen i denna dikt en tolkningsfråga utifrån livssituationen som läsaren befinner sig i. Dikten förmedlar att kärleken till sig själv fyller ett större behov än kärleken till någon annan och att bli älskad av någon annan endast fyller dina egna egoistiska krav. 

## Bakgrund
Stig Carlson kom inom det närmaste att bli en bortglömd författare trots hans gedigna arbete och stora intresse för lyrik. Han skrev över 15 diktsamlingar som dock nästan aldrig nämns i nutiden. 

## Form och innehåll
Situationen i dikten är en okänd person som beskriver sin relation till kärleken. Han utropar orden för en okänd lyssnare eller omvärld. Det förmedlas inte var någonstans dikten utspelar sig. 
Dikten är byggd på korta (mellan 2 och 8 ord långa) rader med delar av meningar på varje. Uppdelningen i dikten skapar pauser på ett tydligt sätt och det finns inte en enda mening som börjar och slutar på samma rad, det finns inte heller några upprepningar. I första stycket i de sista två meningarna finns ett mönster på det sätt att båda meningar avslutas på den sista raden innan punkt med en jämförelse, "som två blad på samma stjälk" och "men diar efter samma safter". 

## Språk och stil
Följande exempel på stilfigurer går att identifiera i:
- Liknelse: I första stycket görs liknelsen "som två blad på samma stjälk."
- Metafor - bildspråksbeskrivningar: I sista meningen i första stycket finns metaforen "men diar efter samma safter."
- Retorisk fråga - påstående som inte kräver svar: I andra stycket finns frågan "vad kämpar ni om".[3]

Språket som används är en äldre strukturerad form av text och Carlson använder sig av relativt gamla ord. 

## Expressionistiska drag i dikten
Expressionistisk lyrik fokuserar på det allmänna istället för på den enskilda upplevelsen. Denna fokusering är ofta formulerad som ett utrop mot en oförstående omvärld. I dikten Det slår mig ibland uppvisas dessa expressionistiska drag i form av "vad kämpar ni om tills lemmarna domnar av smärta".

## Placering i tid
Dikten är tidlös, den är inte kopplad till historiska situationer eller sociala fenomen utan är i högsta grad gällande över tid. 